# Palémon Glorieux
Pour les articles homonymes, voir Glorieux et Palémon.
Palémon Glorieux, né le 8 mars 1892 à Bray (aujourd'hui Bray-sur-Somme) dans la Somme et mort le 6 juillet 1979 à Saint-André (aujourd'hui Saint-André-lez-Lille) dans le département du Nord, est un ecclésiastique et historien médiéviste français.
Professeur au grand-séminaire de Lille (1919-1949) et recteur de l'Institut catholique de Lille (1949-1958), c'est un spécialiste de l'histoire de la Faculté de théologie de Paris du XIIIe siècle au XIVe siècle et de Jean de Gerson.

## Biographie
Palémon est le fils de Palémon Glorieux (1851-1922), négociant et industriel dans le textile, et de Marie Husson. Il est le neveu de Mgr Louis Glorieux (1867-1925), chanoine de Sainte-Marie-Majeure à Rome et protonotaire apostolique, qui deviendra le vicaire général d'Amiens puis le coadjuteur de l'évêque, Mgr Lecomte.
Il commence ses études aux États-Unis, où son père était en fonction, et les poursuivit au collège du Sacré-Cœur de Tourcoing. Entré au séminaire français de Rome (1909), il achève sa formation à l’Université grégorienne. Il obtient son doctorat en philosophie (1911) et en théologie (1915) pour une thèse intitulée De la nécessité des missions, qui eut un certain retentissement.
Ordonné prêtre le 3 avril 1915, il ne peut rejoindre son diocèse de Lille en raison de l’occupation allemande. Il fut alors nommé vicaire à Paris, à la paroisse de Notre-Dame du Rosaire (XIVe arrondissement), où il est confronté aux difficultés de la condition ouvrière. En 1919, il devient professeur au grand-séminaire de Lille qui vient d’ouvrir ses portes, où il enseigne la théologie dogmatique pendant 30 ans.
En 1927, il est nommé professeur (titularisé en 1928) puis doyen honoraire de la Faculté de théologie de Lille (1942-1948) et recteur des facultés catholiques (1949-1958).

### L'action catholique ouvrière

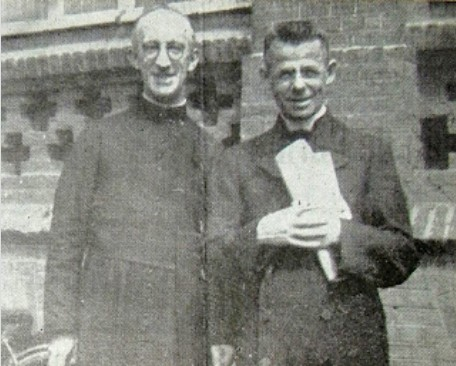
Glorieux avec Cardijn (archives de l'Université catholique de Lille).

En 1927, en compagnie de son ami l’abbé Louis Liagre, l’abbé Glorieux lance en France le mouvement de la Jeunesse ouvrière chrétienne féminine (JOCF), en lien avec l'abbé Joseph Cardjin, fondateur de la JOC belge.
Glorieux devient l'aumônier de la section lilloise, puis de la fédération de Lille (1928) et enfin de la fédération de Lille-Ouest. Il se fait connaître comme l’un des principaux maîtres à penser de l’action catholique spécialisée, au moyen de sa Lettre aux aumôniers envoyée à tous les aumôniers de France, et par ses livres destinés à la formation des jocistes.

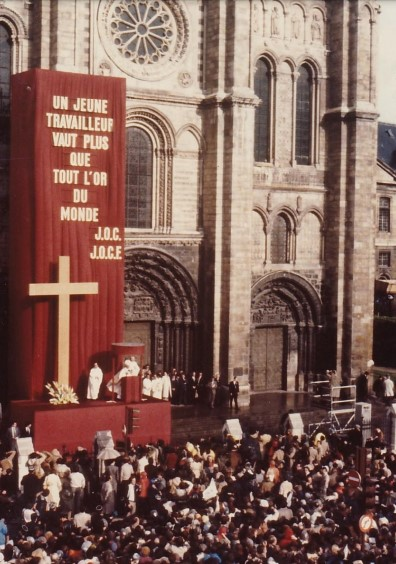
Rencontre de Jean-Paul II avec la JOC à l'occasion de son voyage en France (Saint-Denis, 1980).

L'historien Louis Preneel reconnaît à Glorieux une influence majeure sur la théologie de Cardijn, en particulier par ses articles sur Le problème de l'Église publiés dans La Vie intellectuelle en 1929, et plus tard sur l'élaboration de la constitution conciliaire Gaudium et Spes (1965).

### L'historien médiéviste
Historien passionné, il est l'auteur de nombreux ouvrages qu'il publie en un demi-siècle, de 1925 à 1975. Il est le cofondateur de la revue Mélanges de science religieuse. Il a étudié notamment le sacerdoce des laïques, la vie des paysans et la religion, la biographie de Jeanne d'Arc, la Sorbonne, et est un spécialiste de la philosophie médiévale. C'est ainsi qu'il se consacre à l'édition des œuvres de Jean de Gerson en 11 volumes.
Il quitte l’enseignement en 1953. Promu chanoine (1933) puis protonotaire apostolique (1950), le cardinal Liénart le nomme son secrétaire particulier (1962-1973) en remplacement de Mgr Loth. Il prend ainsi une part active aux travaux préparatoires du concile Vatican II comme conseiller théologique.
En 1957, à l'occasion du 7e centenaire de la Sorbonne, Mgr Glorieux participe aux manifestations organisées a cette occasion à New York par l'Institut médiéval Notre-Dame.
Il meurt le 6 juillet 1979. À ses obsèques, l'abbé Gérard Mathon prononce l'oraison funèbre.

## Polémique autour d'une de ses œuvres (2011)
L'agrégation d'histoire a fait l'objet d'une polémique en 2011, qui a renforcé la notoriété de Palémon Glorieux dans le grand public : le texte donné à l'épreuve de commentaire historique était en effet présenté comme un authentique texte médiéval rédigé au XVe siècle, alors qu'il s'agissait en réalité d'une reconstitution romancée de Palémon Glorieux publiée en 1964,. Les deux historiennes à l'origine du sujet ont démissionné du jury après la révélation de leur erreur dans les médias français. Le ministère de l'Éducation nationale a officiellement pris position en annonçant que cette erreur, si elle n'était pas conforme à la rigueur scientifique requise, n'entraînait pas pour autant l'annulation de l'épreuve puisque le principe d'égalité entre les candidats n'avait pas été enfreint.
Il s’agissait de l'ouvrage : Le concile de Constance au jour le jour. C'est le journal fictif de Jean de Cérisy, dit aussi Jacques de Ciresio, secrétaire du chancelier de la Sorbonne Jean de Gerson lors du concile de 1414-1418. Pour cette reconstitution historique, Palémon Glorieux a utilisé les notes du cardinal Guillaume Fillastre, d'un bourgeois de Constance, Ulrich von Reichensthal, et de Jacques Cerretani, membre de la curie, ainsi que les textes des collections conciliaires. Le texte d'introduction de l'ouvrage sous-entend la part d'invention, même si l'ouvrage romancé s'appuie sur diverses sources anciennes. Enfin, l'identité d'auteur est clairement indiquée.

## Publications
Historien de la scolastique du Moyen Âge, Mgr Glorieux est l’auteur de 62 ouvrages et de près de 400 articles de revues ou de dictionnaires.
- La littérature quodlibétique de 1260 à 1320, Le Saulchoir, Kain (Belgique), Revue des sciences philosophiques et théologiques, 1925-1935.
- La littérature quodlibétique de 1260 à 1320, Librairie philosophique J. Vrin, Paris, 1935, tome II
- Les Premières polémiques thomistes..., éd. critique 2, Le Correctorium corruptorii "sciendum, [puis] Paris, J.Vrin , 1927.
- Notices sur quelques théologiens de Paris de la fin du XIIIe siècle, Paris, Vrin, 1928.
- La date des "Collationes" de S. Bonaventure, Ad Claras Aquas, Florence, Typ. Collegii S. Bonaventurae, 1929.
- Répertoire des maîtres en théologie de Paris au XIIIe siècle, Librairie philosophique J. Vrin, Paris, 1933 tome 1, tome 2
- D'Alexandre de Hales à Pierre Auriol : la suite des maîtres franciscains de Paris au XIIIe siècle, Quaracchi, [Collège S. Bonaventure, 1933.
- Pour la formation religieuse de nos militants. Au centre de notre enseignement. Corps mystique et apostolat, Paris, Librairie de la jeunesse ouvrière, 1934.
- Pour les aumôniers jocistes : ars artium : conseils pour la direction spirituelle des jeunes travailleurs / [Lille : Jeunesse ouvrière , 1936.
- Paul apôtre du Christ Jésus, Paris, Les Éditions ouvrières , 1936, 1941, 1944 et 1946.
- Le Christ et sa religion, simple exposé, Lille, P. Duthoit, 1937 et les Éditions ouvrières, 1946.
- Enfant de Dieu, membre du Christ : sois fier ouvrier, Paris, Librairie de la Jeunesse ouvrière, 1937 et 1943.
- Notre chef le Christ : les 4 Évangiles en un seul, Paris : les éditions ouvrières , 1938 et 1942.
- Jeanne d'Arc, fille de Dieu, Paris, les Éditions ouvrières, 1941, 1942, 1943.
- Paysan, tu es fils de Dieu !, Paris : Laboureur, 1941.
- L’Église à l’œuvre : du dogme de l’Église à la vie paroissiale, Paris, les Éditions ouvrières, 1942.
- L'heure du curé de campagne, Paris : Collection rurale, 1942.
- Le Christ et sa religion, Paris, les Éditions ouvrières, 1942.
- Bible, Liturgie et vie paysanne 1, Les Jours et les œuvres, Paris, Laboureur et Cie, 1942.
- Bible, Liturgie et vie paysanne 2, Les Saisons et les travaux, Paris, Laboureur et Cie, 1942.
- Vocation paysanne et vie chrétienne, Paris, Laboureur et Cie, 1942.
- De la terre à Dieu : le symbolisme paysan, Paris, Laboureur & Cie, 1943.
- Vie rurale en chrétienté, Paris, Laboureur & Cie, 1943.
- Y a-t-il une sainteté paysanne ?, Paris, Laboureur & Cie, 1943.
- Le Christ, modèle des paysans, Paris, Laboureur & Cie, 1943.
- La mission divine du paysan, Paris : Laboureur & Cie, 1943.
- Questionnaires sur saint Marc, Courbevoie, Seine, Secrétariat général de la J.O.C.F, 1944.
- L' appel universel de l'église, Lille, Éditions Catholicité, 1944.
- Pour mieux servir : consignes de vie sacerdotale pour les prêtres surchargés, Lettre-préface de Mgr Pizzardo, Paris, Les Éditions ouvrières, 1944.
- Pourquoi tous les catholiques doivent être missionnaires, Lille, Société des Auxiliaires des Missions (Impr. S.I.L.I.C.), 1944.
- Aux militants et aux militantes d'Action catholique : apostolat mandaté, Paris, Jeunesse étudiante chrétienne féminine, 1944.
- Dans le prêtre unique : Le sacerdoce du prêtre et le sacerdoce des laïques sur le plan de l'apostolat, Paris, les Éditions ouvrières, 1944 et 1946.
- Ars Artium : Pour tous les prêtres ayant charge d'âme, pour les aumôniers d'action catholique, Paris, les Éditions ouvrières, 1945.
- Un homme providentiel [Texte imprimé] : l'abbé Godin, 1906-1944, Paris, Maison de le Bonne Presse, 1946 et 1947.
- Sois fier ouvrier : enfant de Dieu, membre du Christ, Paris, les Éditions ouvrières, 1946.
- Introduction à l'étude du dogme, Paris, Éditions du Vitrail, 1948.
- Fils de David Fils d'Abraham : essai d'histoire sainte, Paris, les Éditions ouvrières, 1948.
- Vu et vécu : l'Église en ses premiers débuts, Paris, les Éditions ouvrières (impr. de M. Dauer), 1949.
- Introduction à l'étude du dogme, Paris, les Éditions du Vitrail : impr. de André-Pouye, 1949.
- Sermons universitaires parisiens de 1267-1268, Louvain, Abbaye du Mont César, 1949.
- Pour revaloriser Migne : tables rectificatives, Lille, Facultés catholiques, 1952.
- Le "De gradibus formarum" de Guillaume de Falegar o.f.m., Louvain, Abbaye du Mont César, 1957.
- Les origines du Collège de Sorbonne, Notre Dame Ind. U.S.A, University of Notre Dame, Mediaeval Institute, 1959.
- Le Laïc dans l'Église, Paris, les Éditions ouvrières (Villiers-le-Bel, impr. G. Gouin), 1960.
- Nature et mission de l’Église : un guide pour l'étude de l'Église, Tournai, Desclée, 1963.
- Le concile de Constance au jour le jour, Tournai : Desclée, cop. 1964.
- L’œuvre littéraire de Pierre d'Ailly, Lille, Impr. Taffin-Lefort, 1965.
- Aux origines de la Sorbonne 2, Le Cartulaire : Édition critique avec introduction, index et plan dépliant hors-texte, Paris, J. Vrin, 1965.
- Aux origines de la Sorbonne I, Robert de Sorbon : l'homme, le collège, les documents, Paris, J. Vrin, 1966, cop. 1966.
- La Faculté des arts et ses maîtres au XIIIe siècle, Paris : J. Vrin, 1971.
- Qui me dira ce qu'est l’Église?, Paris, Les Éditions ouvrières, 1974.